# Sylvain Forge
Pour les articles homonymes, voir Forge.
Sylvain Forge, né en 1971 à Vichy, est un écrivain français, auteur de romans policiers. Conférencier en dramaturgie, il est également expert en cybersécurité. En 2019, le magazine Usine nouvelle l'a classé parmi « les 100 Français qui comptent dans la cybersécurité ».

## Biographie
En 2009, Sylvain Forge publie son premier roman, La Ligne des rats. Il fait ensuite paraître une dizaine de romans avec lesquels il est plusieurs fois finaliste pour différents prix littéraires policiers dont à chaque fois au festival de Cognac.
Avec Tension extrême, il est lauréat du prix du Quai des Orfèvres 2018.
En 2020, avec Sauve la, il est lauréat du prix Polar du meilleur roman francophone au festival éponyme de Cognac.

## Œuvre

### Romans
- La Ligne des rats, Éditions Odin, coll. « Énigme » (2009)  (ISBN 978-2-913167-66-7)
- Le Vallon des Parques, Éditions du Toucan, coll. « Toucan noir » (2013)  (ISBN 978-2-8100-0526-0), réédition Le Grand Livre du mois (2013)  (ISBN 978-2-286-09650-2), réédition  Éditions du Toucan, coll. « Toucan noir » (2014)  (ISBN 978-2-8100-0575-8)
- La Trace du silure, Éditions du Toucan, coll. « Toucan noir » (2014)  (ISBN 978-2-8100-0569-7), réédition Le Grand Livre du mois (2014)  (ISBN 978-2-286-10778-9)
- Un parfum de soufre, Éditions du Toucan, coll. « Toucan noir » (2015)  (ISBN 978-2-8100-0622-9)
- Sous la ville, Éditions du Toucan, coll. « Toucan noir » (2016)  (ISBN 978-2-8100-0716-5)
- Pire que le mal, Éditions du Toucan, coll. « Toucan noir » (2017)  (ISBN 978-2-8100-0771-4)
- Tension extrême, Éditions Fayard (2017)  (ISBN 978-2-213-70495-1)
- Parasite, Éditions Mazarine (2019)  (ISBN 978-2-863-74493-2)
- Sauve la, Éditions Fayard (2020)  (ISBN 978-2-213-7187-98)
- Le Royaume du fleuve, Éditions Michel Lafon (2021)  (ISBN 978-2-749-9412-40)
- Sara, Éditions Fayard (2022)  (EAN 9782213717838)  (ISBN 2213717834)
- Veritas, Éditions Fayard (2024)  (EAN 9782213726816)  (ISBN 9782213726816)

## Prix et distinctions

### Prix
- Plume d'argent du thriller francophone 2016 pour Un parfum de soufre[3]
- Prix du Quai des Orfèvres 2018 pour Tension extrême[4],[5],[6]
- Prix Cognac du meilleur roman francophone 2020 pour Sauve la[2]
- Prix Polar Découverte les petits mots des libraires 2021 pour Sauve la[7]
- Prix Imaginaire Découverte les petits mots des libraires 2021 pour Le royaume du fleuve[8]
- Prix du roman cyber 2021 pour Sauve la[9]

### Nominations
- Prix des bibliothèques et des médiathèques de la Ville de Cognac 2013 pour Le Vallon des Parques[10]
- Prix Sang pour sang polar 2013 pour Le Vallon des Parques[11]
- Prix lycéen des incorrigibles de la ville de Vichy 2013 -2014 pour Le Vallon des Parques[12]
- Grand  Prix de l'association des écrivains bretons 2014 pour Le Vallon des Parques[13]
- Plume de Cristal 2014 pour La Trace du silure
- Prix Polar du roman francophone au festival de Cognac 2014 pour La Trace du silure[10]
- Prix Polar du meilleur roman francophone de Cognac 2015 pour Un parfum de soufre[10]
- Prix Polar du meilleur roman francophone de Cognac 2016 pour Sous la ville[10]
- Prix Polar du meilleur roman francophone de Cognac 2017 pour Pire que le mal[10]